# Museu de Santa Maria

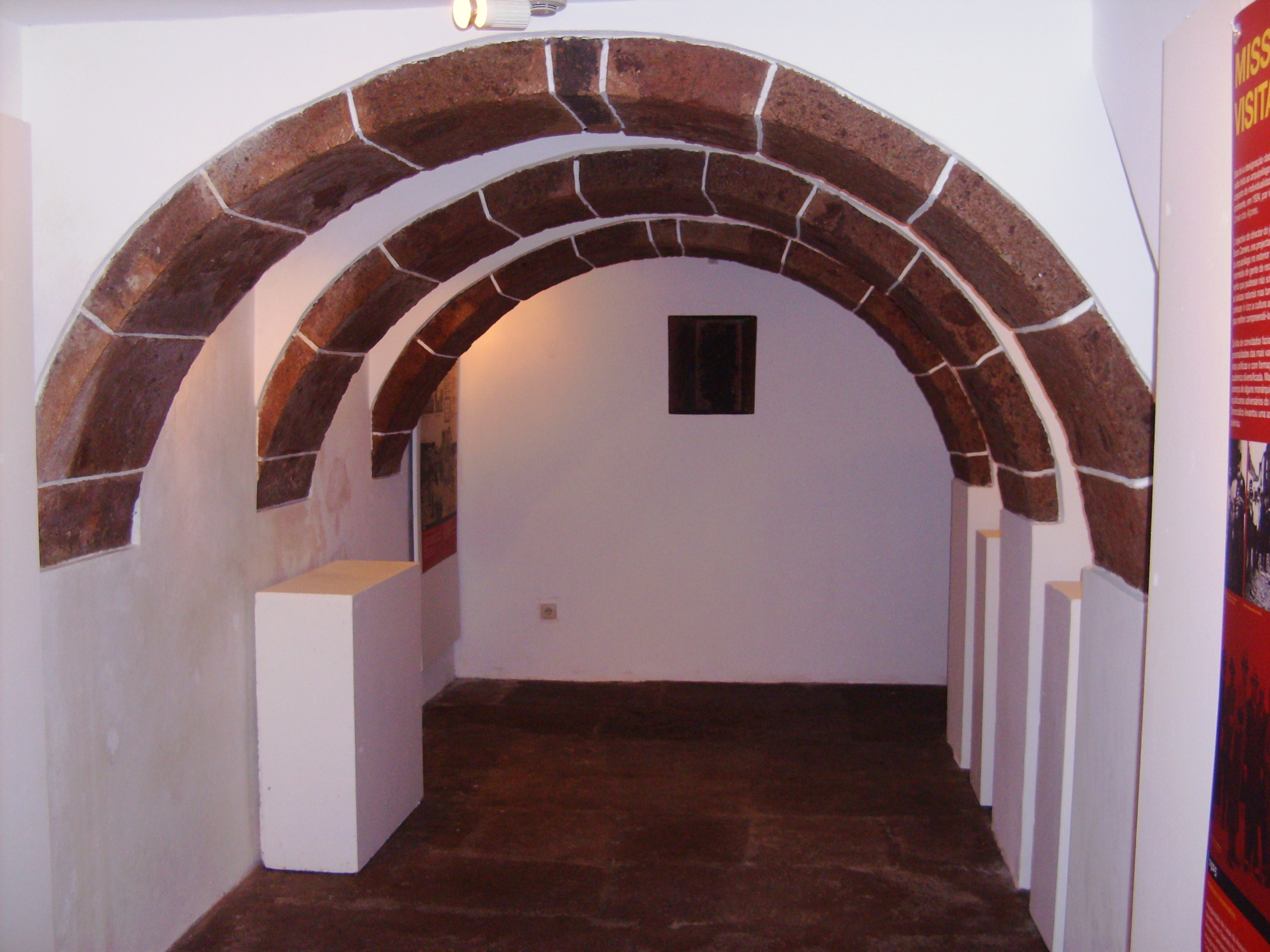
Museu de Santa Maria: galeria de exposições temporárias.

O Museu de Santa Maria localiza-se na freguesia do Santo Espírito, concelho de Vila do Porto, na ilha de Santa Maria, nos Açores.
É uma instituição governamental dedicada à etnografia e à divulgação e promoção cultural que integra a rede de museus dos Açores, funcionando na dependência directa do departamento do Governo dos Açores competente em matéria de cultura.

## História
A instituição remonta à recolha de peças feita pelo pároco da Freguesia de Santo Espírito, padre José Maria Amaral. Este religioso criou, para abrigá-la, numa antiga casa no Termo da Igreja, o "Museu Etnográfico e Paroquial", inaugurado em 23 de Abril de 1972.
Após um período de dificuldades para a instituição e seu acervo, o Governo Regional dos Açores tomou posse do imóvel, mudando a designação da instituição para "Casa Etnográfica de Santa Maria"
Em 1991 passou à condição de "Museu de Ilha", com orgânica própria e pessoal especializado, iniciando-se o trabalho de estudo das colecções e de adaptação do imóvel às suas novas funções. Foi reinaugurado em 31 de Agosto de 1996 como "Museu de Santa Maria".

## Acervo
O acervo da instituição é constituído majoritáriamente por peças de etnografia, com especial enfoque nas de cerâmica de produção local, utilizadas nas cozinhas e lojas das casas, e nas atividades agrícolas. Integram esse acervo ainda, peças cerâmicas produzidas na vizinha Ilha de São Miguel (na Lagoa) e na Ilha Terceira, assim como peças produzidas em Portugal e outros países europeus. As coleções são datadas dos séculos XIX e XX.
Da exposição permanente "O Barro, a Cerâmica e a Vida Quotidiana", fazem parte ainda pequenos núcleos relacionados com a agricultura, a tecelagem e a vida quotidiana da população da ilha.

## O imóvel
O museu ocupa um edifício de planta retangular, de dois pavimentos, e dispõe de um anexo, utilizado como reserva técnica.
O imóvel foi erguido no início do século XX, tendo sofrido algumas alterações ao longo do tempo, não podendo ser considerado como uma casa típicamente rural. Entre os elementos arquitetónicos mais relevantes, destacam-se a chaminé tubular e o forno bojudo, típicos da arquitetura rural mariense.
Encontra-se incluído na Zona de Proteção da Igreja Paroquial do Santo Espírito / Igreja de Nossa Senhora da Purificação.

## Publicações
- PUIM, Arsênio Chaves. A Pesca à Baleia na Ilha de Santa Maria. Vila do Porto: Museu de Santa Maria; Junta de Freguesia do Santo Espírito, 2001. 112p. fotos.